# Peter Šinglár
Peter Šinglár (ur. 24 lipca 1979 w Preszowie) – słowacki piłkarz grający na pozycji prawego obrońcy, reprezentant Słowacji.

## Kariera klubowa

### Tatran Preszów i Steel Trans Ličartovce
Peter Šinglár karierę piłkarską zaczynał występując w młodzieżowych grupach klubu 1.FC Tatran Prešov. W 1999 roku przeniósł się do drużyny FC Steel Trans Ličartovce, gdzie od sezonu 1999/2000 występował w słowackiej 1 Lidze. Już w wieku 22 lat pełnił funkcję kapitana Steel Transu. W 2002 roku Šinglár został wypożyczony do zespołu ZTS Dubnica, występującego w słowackiej Superlidze. Po półrocznym wypożyczeniu powrócił do klubu z Ličartovic. W sezonie 2003/2004 doszedł z zespołem do finału Pucharu Słowacji, w którym Steel Trans Ličartovce przegrał z Artmedią Petrżałka.

### Slovan Liberec
W 2004 roku przeniósł się do czeskiego pierwszoligowca Slovana Liberec. Suma transferu wyniosła ok. 100 tysięcy euro. Od razu stał się podstawowym zawodnikiem Slovana. W czeskiej 1 lidze zadebiutował 3 września 2004 roku w spotkaniu z FK Chmel Blšany. Swoją pierwszą bramkę w lidze czeskiej zdobył 6 listopada 2004 roku w meczu Slovana z 1. FC Slovácko. W sezonie 2004/2005 doszedł ze swoją drużyną do finałowej rundy Pucharu Intertoto. 15 lutego 2005 roku zdobył bramkę w meczu sparingowym przeciwko Wiśle Kraków. W sezonie 2005/2006 zdobył Mistrzostwo Czech z drużyną Slovana Liberec. Natomiast w sezonie 2006/2007 doszedł ze swoją drużyną do fazy grupowej Pucharu UEFA.

### Wisła Kraków
30 czerwca 2008 roku przeniósł się do krakowskiej Wisły. Z „Białą Gwiazdą” podpisał 3-letni kontrakt. W polskiej Ekstraklasie zadebiutował 9 sierpnia 2008 roku w spotkaniu Wisły Kraków z Polonią Bytom. Swoją pierwszą bramkę w Ekstraklasie w barwach Wisły Kraków zdobył 5 kwietnia 2009 roku w spotkaniu z Lechem Poznań. Sezon 2009/10 stracił na leczenie problemów mięśniowych. Wrócił na ostatni mecz sezonu, z Odrą Wodzisław (1:1), w którym asystował przy bramce Patryka Małeckiego. 31 sierpnia 2010 roku rozwiązał swój kontrakt z Wisłą.

### MFK Koszyce
We wrześniu 2010 roku Šinglár został zawodnikiem słowackiego MFK Koszyce.

## Kariera reprezentacyjna
W reprezentacji Słowacji zadebiutował 15 listopada 2006 roku, w meczu z reprezentacją Bułgarii. Kolejny występ w reprezentacji narodowej zaliczył 6 lutego 2007 roku, w towarzyskim spotkaniu z reprezentacją Polski. Wystąpił w dwóch meczach w ramach eliminacji do Mistrzostw Europy 2008, z reprezentacją Cypru oraz Irlandii. Swój ostatni jak dotychczas występ w reprezentacji zanotował 16 października 2007 roku, w spotkaniu z reprezentacją Chorwacji.

## Statystyki
(stan na 19 lutego 2011)
| Klub                   | Sezon                  | Liga                   | Liga  | Liga   | Puchary krajowe | Puchary krajowe | Puchary europejskie | Puchary europejskie | Suma  | Suma   |
| Klub                   | Sezon                  | Liga                   | Mecze | Bramki | Mecze           | Bramki          | Mecze               | Bramki              | Mecze | Bramki |
| ---------------------- | ---------------------- | ---------------------- | ----- | ------ | --------------- | --------------- | ------------------- | ------------------- | ----- | ------ |
| Steel Trans Ličartovce | 2001–2002 (j)          | 1.Liga                 | 15    | 0      | 1               | 1               | –                   | –                   | 16    | 1      |
| ZTS Dubnica (wyp.)     | 2001–2002 (w)          | Superliga              | 17    | 2      | –               | –               | –                   | –                   | 17    | 2      |
| Steel Trans Ličartovce | 2002–2003              | 1.Liga                 | 24    | 3      |                 |                 | –                   | –                   | 24    | 3      |
| Steel Trans Ličartovce | 2003–2004              | 1.Liga                 | 29    | 0      | 6               | 0               | –                   | –                   | 35    | 0      |
| Slovan Liberec         | 2004–2005              | 1.Liga                 | 29    | 1      | 5               | 0               | 8                   | 0                   | 42    | 1      |
| Slovan Liberec         | 2005–2006              | 1.Liga                 | 26    | 1      | 2               | 0               | 4                   | 0                   | 32    | 1      |
| Slovan Liberec         | 2006–2007              | 1.Liga                 | 27    | 1      | 1               | 1               | 8                   | 0                   | 36    | 2      |
| Slovan Liberec         | 2007–2008              | 1.Liga                 | 23    | 0      | 2               | 0               | 0                   | 0                   | 25    | 0      |
| Wisła Kraków           | 2008–2009              | Ekstraklasa            | 18    | 1      | 6               | 0               | 2                   | 0                   | 26    | 1      |
| Wisła Kraków           | 2009–2010              | Ekstraklasa            | 2     | 0      | 0               | 0               | 0                   | 0                   | 2     | 0      |
| MFK Koszyce            | 2010–2011              | Superliga              | 11    | 0      | 0               | 0               | –                   | –                   | 11    | 0      |
| Suma                   | Steel Trans Ličartovce | Steel Trans Ličartovce | 68    | 3      | 7               | 1               | –                   | –                   | 75    | 4      |
| Suma                   | Slovan Liberec         | Slovan Liberec         | 105   | 3      | 10              | 1               | 20                  | 0                   | 135   | 4      |
| Suma                   | Wisła Kraków           | Wisła Kraków           | 20    | 1      | 6               | 0               | 2                   | 0                   | 28    | 1      |

## Osiągnięcia

### Slovan Liberec
- 1.Liga: 2005-06

### Wisła Kraków
- Ekstraklasa: 2008-09